# 静岡県立浜松西高等学校・中等部

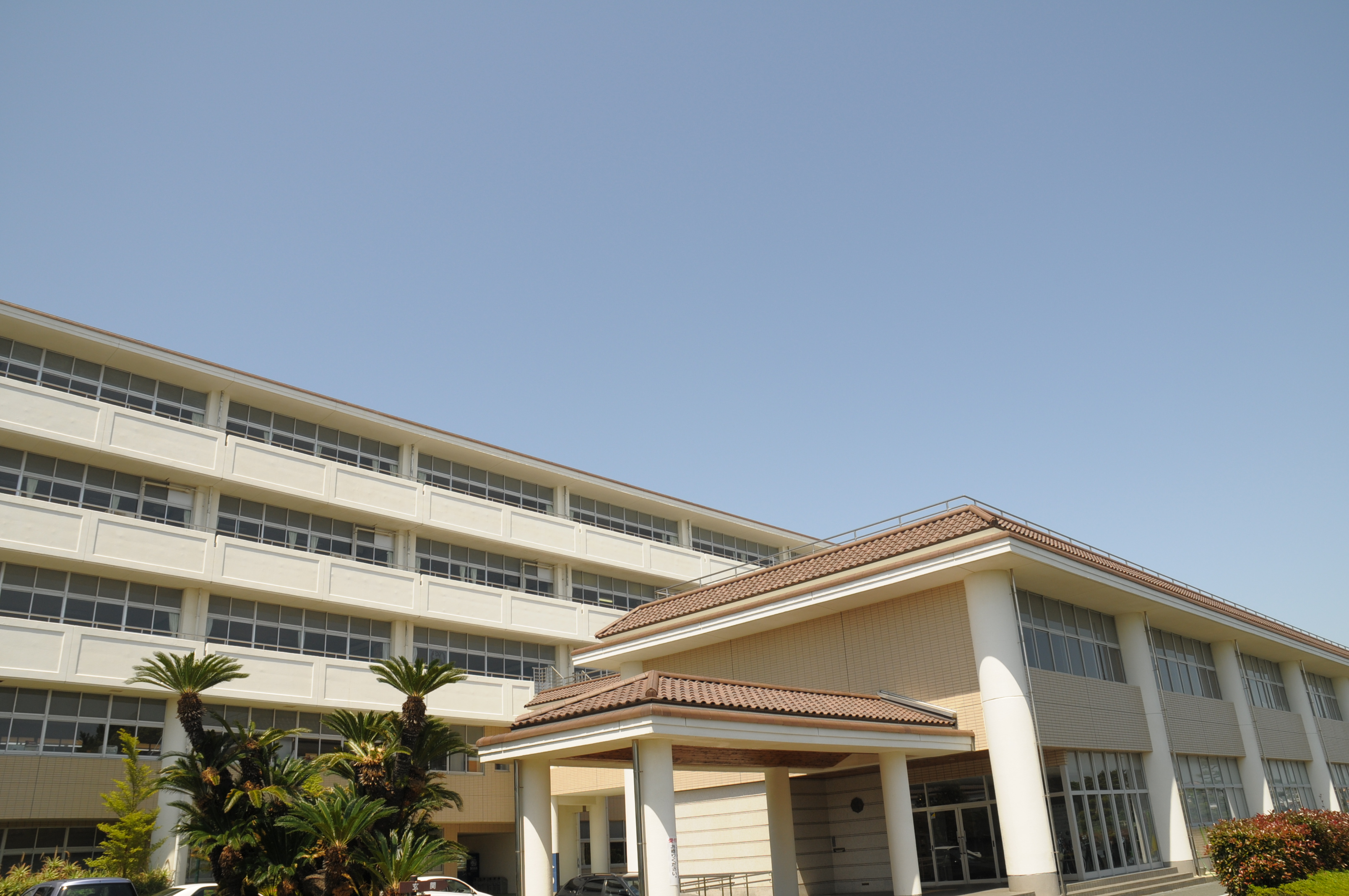
校舎(南館・北館)

静岡県立浜松西高等学校・中等部（しずおかけんりつ はままつにしこうとうがっこう・ちゅうとうぶ、英: Shizuoka Prefectural Hamamatsu-Nishi Senior and Junior High Schools）は、静岡県浜松市中央区西伊場町にある県立併設型中高一貫校。

## 概要
1924年創立の旧制浜松二中を前身とする公立高校である。初代校長は英語学者の松田与惣之助。「知・仁・勇」を校訓に掲げ、英国の名門パブリックスクールであるイートン校を手本に「ヤング・ジェントルマン」の育成を目指した。2002年に中等部を設置した。

### 校章
現行の校章は三種の神器の一つ、八咫鏡（やたのかがみ）の中心に「高」（中等部については「中」）の文字を配し、さらにその文字の周り上下左右に4本のペン先を外側に向けて配する。太平洋戦争以前の校章においては現在ペンとされる象形は草薙剣を表し、「高」の文字の代わりに八坂瓊勾玉が配され三種の神器の全てが象られていた。

### 校歌
- 制定 - 1931年4月
- 作詞 - 内野徳治
- 作曲 - 県善三郎

### 制服
中等部設置以前は、男子生徒は黒の詰襟学生服であったが、所謂金ボタンではなく、校歌（銀曇りなき大洋や）に因み、銀ボタンであり、それが西高生の誇りであった。
現在、制服は中・高同じデザインである。中等部の設置に伴い女子夏服以外の制服が一新された。冬服は2002年4月よりトンボ (VARSITYMATE)のブレザーにノーネクタイスタイルとなっており、靴はローファーが準指定となっている。夏服は、男子は冬服と同じスタイル（ジャケットなし）か、半袖の開襟シャツ。女子は明石被服興業によるセーラー服で、大きな白いセーラー襟に、紺の縁取りラインが入っている。スカーフはなく、小さな紺のリボンが付いている。

### 略称
'浜西‘（はまにし）、旧浜松市域では西高（にしこう）と略称される。
中等部に限定した場合は西高中等部、浜松市内では西中（にしちゅう）、西高中（にしこうちゅう）とも呼ばれる。

## 沿革
- 1923年11月20日 - 靜岡縣立濱松第二中學校設置認可。
- 1924年4月4日 - 静岡県立浜松第二中学校として開校。
- 1948年4月1日 - 新学制により、静岡県立浜松第二高等学校となる。
- 1949年4月1日 - 校名変更により、静岡県立浜松西高等学校となる。
- 1954年7月5日 - 火災により本館北校舎等857坪を焼失、授業休止。
- 1986年4月1日 - 理数科を設置。
- 1991年11月30日 - 現校舎が竣工。
- 2002年4月1日 - 中等部を設置。
- 2005年3月31日 - 理数科を閉科。
- 2011年9月21日 - 台風15号により、校舎に被害。職員数人が負傷。
- 2024年 - 創立100周年を迎える。

## 教育目標
高い知性、豊かな人間性、社会貢献への高い志とたくましい力を持ち、国際社会においてリーダーとして輝ける人材の育成を目指す。

## 学校行事
4月
入学式
遠足
チャレンジセミナー（中1）
5月
6月
文化祭「彩西祭」
コーラスコンクール(中)
7月
コーラスコンクール(高)
8月

9月
体育祭
10月
薬学講座
11月
宿泊研修（中1・中2）
研修旅行(中3・高2)
文化講演会
開校記念講演会
12月
球技大会（高）
1月
百人一首大会（中）
中等部入試
2月
マラソン大会
総学発表会（中）
3月
卒業式
球技大会（中・高）

## 部活動

### 運動部
- 弓道部（高）
第29回全国高校総体男子団体優勝(高)
- 剣道部（中・高）
- 硬式テニス部（男・女）（中・高）
全国大会出場(中)
全国高校総体出場(高)
- サッカー部（中・高）
- 柔道部（中・高）
全国大会出場(中男子)
- 水泳部（中・高）
全国大会出場(中)
全国総体出場(高)
- ソフトテニス部（廃部済）

- 卓球部（中・高）
- バスケットボール部（男・女）（中・高）
全国総体出場(高男子)
- ボート部（高）
全国総体優勝(高)
国体出場(高)
- 野球部（中・高）　
1981年夏・第63回全国高等学校野球選手権大会出場
- 陸上競技部（中・高）
全国大会出場(中)
全国総体出場(高)
国体出場(高)

### 文化部
- 囲碁・将棋部（高）
- 演劇部（高）
- 科学部（中・高)
  - 生物班
  - 化学班
  - 工学班
- 家庭部（高）
- 弦楽部（中・高）
中等部コンサート(弦楽部・吹奏楽部合同、9月)
定期演奏会(3月(2023年は4月))
日本学校合奏コンクール郡山市長賞受賞（高）

- 国際文化部（高）
- 写真部（高）
- 吹奏楽部（中・高）
全日本アンサンブルコンテスト全国大会出場(高)
全日本吹奏楽コンクール東海大会出場(高)
中等部コンサート(弦楽部・吹奏楽部合同、9月)
定期演奏会(3月(2023年は4月))
- 美術部（中・高）
- 百人一首部（高）

## アクセス
- 遠鉄バス20志都呂宇布見線 ｢西高入口｣停留所から、徒歩約5分。
- 平日登校時に限り、浜松駅バスターミナル5のりばより、「直通　西高入口・JR浜松工場行き」の運行もある。
- 遠鉄バス9掛塚さなる台線・9-22大平台線 ｢根上り松｣停留所から、徒歩約10分。
- 浜松市内各地域より、浜松駅で乗り換えずに登校できる「モーニングダイレクト」の運行もある。

## 著名な出身者

### 経済
- 荻野明彦（大和証券グループ本社社長）
- 河島喜好（本田技研工業2代目社長）
- 河島博（元日本楽器（現ヤマハ）社長）
- 斉藤薫（遠州鉄道社長、浜松商工会議所会頭）
- 鈴木俊宏（スズキ社長、日本自動車工業会副会長）
- 富田直人（イノベーション創業者・社長）

### 学術
- 天野浩（名古屋大学大学院工学研究科教授、青色発光ダイオード開発者、ノーベル物理学賞受賞者）
- 新井益太郎（会計学者、成蹊大学名誉教授）
- 内山勝利（京都大学大学院文学研究科教授）
- 河島基弘（群馬大学教授）
- 渡辺弘之（森林生態学者、京都大学名誉教授）

### 文化
- 佐倉淳一（作家）
- 那須田淳（作家）
- 七尾与史（作家）
- スズキコージ（絵本作家）
- 那須田稔（児童文学作家）
- 小林たつよし（漫画家）
- 水野良太郎（漫画家、イラストレーター、エッセイスト）
- 中村宏（画家）
- 田中秀幸（アートディレクター）
- 佐藤賢太郎（作曲家、指揮者）
- 康珍化（作詞家）
- 鷹森立一（映画監督）※後に旧制静岡中学に転校
- 柳瀬博一（編集者、作家）

### 芸能
- 斉木しげる（コメディアン）
- 岡野宏典（シンガーソングライター）
- 高野寛（シンガーソングライター、ギタリスト、プロデューサー）
- 瀧川鯉昇（落語家）

### 放送
- 河村由美（静岡エフエム放送（K-MIX）アナウンサー）
- 鬼頭里枝（フリーアナウンサー、元静岡放送(SBS)アナウンサー）
- 堺瞳（静岡朝日テレビアナウンサー、元西日本放送アナウンサー）
- 鈴木敏弘 (フリーアナウンサー、元テレビ静岡アナウンサー)

### スポーツ
- 太田誠（元駒澤大学硬式野球部監督）
- 中村宝子（陸上競技選手）
- 野崎舞夏星（女子相撲選手）
- 古橋廣之進（水泳選手、元日本オリンピック委員会(JOC)会長、日本水泳連盟名誉会長）
- 溝口紀子（バルセロナオリンピック女子柔道銀メダリスト、スポーツ社会学者、日本女子体育大学大学院教授、埼玉大学フェロー）
- 渡辺光輝（元Jリーガー）

### 政治・行政等
- 城内康光（元警察庁長官）
- 國松孝次（元警察庁長官）
- 高田健二 （社会活動家、国際協力機構職員）